# 보현사 (묘향산)
보현사(普賢寺)는 자강도 향산군 묘향산 어구 향천산 기슭에 위치한 불교 사찰이다. 784년에 의상에 의해 세워졌다는 전승이 있으며, 고려 중기에 대대적으로 중창되었다. 북한에서 사용하는 행정구역상 주소는 평안북도 향산군 향암리이다. 사찰에 보관하고 있던 팔만대장경의 판본은 1984년에 북한의 평안북도 당 인민위원회가 향산문헌보존고를 만들어 옮겼다.
오늘날 북한 불교의 총본산 역할을 담당하고 있다.

## 개요
보현사가 위치한 묘향산은 아미산 혹은 향산으로 불리기도 하는데, 아미산은 보현보살의 신령한 도량이 있는 산을 의미하며, 향산은 《증일아함경》의 묘사대로 역풍이나 순풍이 불어도 향기를 내는 산을 지칭하는 명칭으로 양자 모두 불교적 의미가 담겨 있는 이름이다. 또한 묘향산은 태백산이라는 이름으로도 불렸으며, 단군신화의 무대로도 알려져 있다.

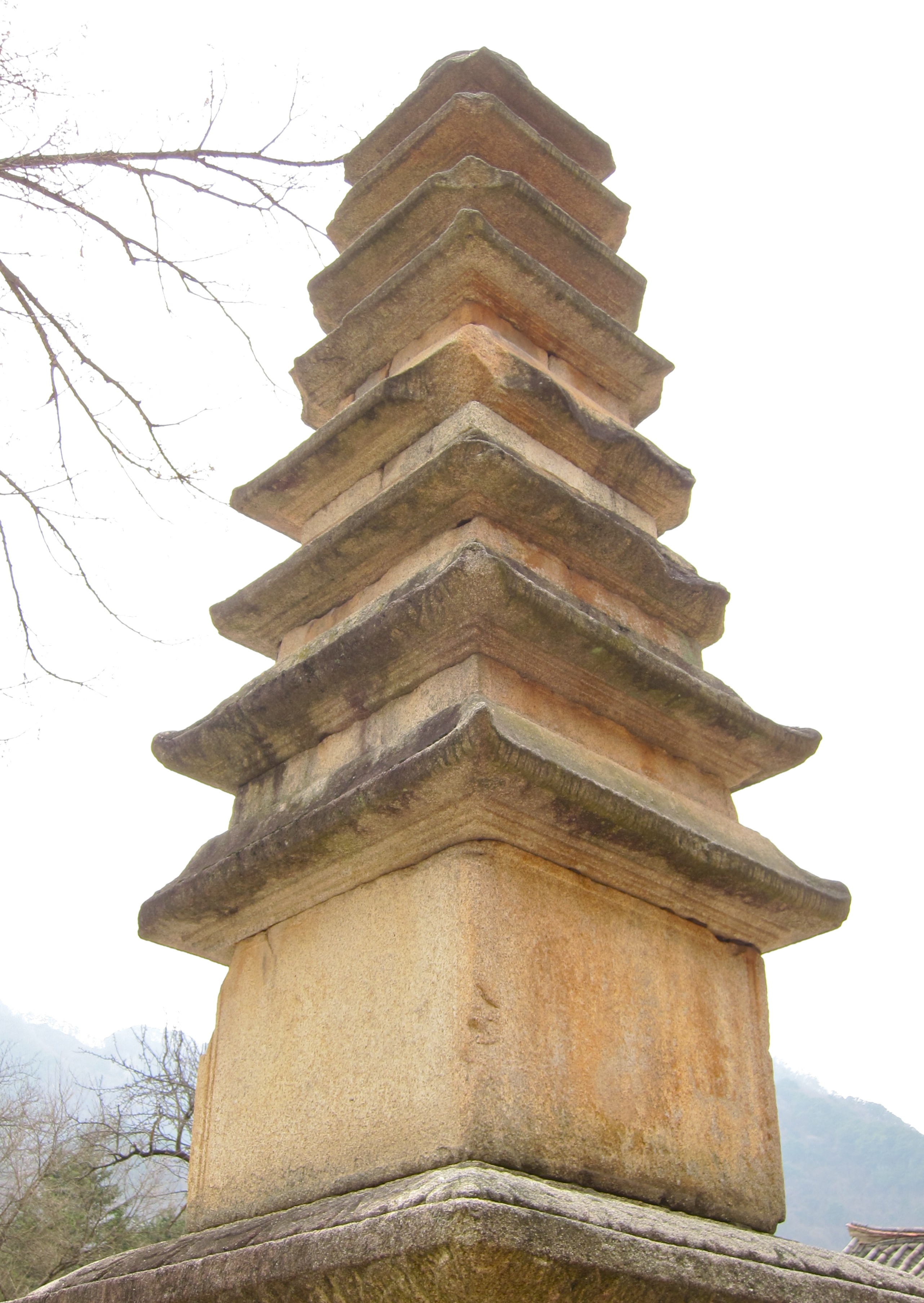
묘향산 보현사 구층탑

고려 인종 19년(1141년)에 황명에 의해 세워진 《묘향산보현사기》(妙香山普賢寺記)라는 비문에 따르면, 탐밀(探密)과 굉확(宏廓) 두 승려가 처음 보현사를 창건하였다고 언급하고 있다. 황주(黃州) 용흥군(龍興郡) 출신으로 속성을 김(金)씨라고 전하는 탐밀은 요 태평(太平) 8년 무진 즉 고려 현종 19년(1028년) 당시 연주(延州)라 불리던 평안북도 영변군으로 와서 보현사 서북쪽 부지에 암자를 짓고 머물렀으며, 탐밀의 조카인 굉확이 요 중희(重熙) 7년 무인 즉 정종(靖宗) 4년(1038년)부터 함께 이곳에 머물며 수행하게 되었는데, 소문을 듣고 가르침을 받고자 하는 사람들이 몰려들게 되어 4년 뒤인 정종 8년 임오(1042년) 암자의 동남쪽 모퉁이 1백 보 지점에 243간 규모의 사찰을 짓고 승려 3백 명이 주석하게 되었다. 이것이 묘향산 보현사의 시초였다. 정종 10년(1044년)에는 8각 9층 석탑을 세웠다. 보현사의 또다른 석탑인 팔각십삼층석탑은 양식으로 보아 고려 말기에 건설되었다.
문종 21년(1067)에 황실로부터 토지를 하사받았으며, 인종 19년(1141년) 인종의 명으로 김부식, 문공유 등이 나서서 《묘향산보현사기》를 지어 보현사의 역대 주지들의 계승에 대해 기록으로 남겼다.
고종 3년(1216년)에 거란의 잔당들이 압록강을 넘어 고려로 쳐들어왔고(강동의 역) 고려군에 쫓긴 일부 잔당이 묘향산에 숨어들어, 보현사를 불태워버렸다. 이후 고려군은 거란을 추격하여 2천 4백여 급의 목을 베었고, 적장 지노(只奴)는 화살에 맞아 죽었다.
《신증동국여지승람》에 의하면 묘향산에는 360여개의 암자가 있었다고 한다. 임진왜란 당시 광릉(光陵)의 능침사찰이었던 봉선사(奉先寺)에 봉안되어 있던 세조(世祖)의 어진영을 강화도로 옮겼다가 다시 보현사로 있는 영변으로 옮겼으며 일본군의 공격을 피해 피신시켰던 전주사고(全州史庫)의 실록들과 태조의 어진을 보현사에 임시로 안치해 두기도 했다. 세조의 어진은 이후 다시 개성을 거쳐 서울의 영희전(永禧殿)으로 옮겼으며 묘향산에 있던 실록도 왜란이 끝난 뒤인 선조 32년(1599년) 앞서 정유재란 때에 함께 보관해 두었던 《승정원일기》와 함께 서울로 돌아와야 한다는 건의가 있었으나 아직 이르다는 건의에 따라 그대로 두었고, 이후 영변객사를 거쳐 선조 36년(1603년) 강화도로 옮겨진 실록을 토대로 그 해 7월부터 이듬해 4월까지 재인쇄를 거쳤고 그 가운데 한 부가 인조 6년(1628년)까지 묘향산 불영대의 묘향산사고(妙香山史庫)에 보관되었다.
또한 보현사는 임진왜란 당시 승병을 일으켜 왜군과 싸워 공을 세운 서산대사 휴정과 그 제자 사명대사 유정(惟政)의 연고가 있는 절이기도 하다. 임진왜란 발발 당시 양산의 통도사에 있던 석가모니 부처의 진신사리를 두 개의 함에 담아 하나를 당시 금강산에 있던 스승 휴정에게 보냈는데, 휴정은 도적들이 금은보화를 탐내어 사찰에 불을 지른 것이니 진신사리는 돌아다보지 않을 것이며, 또한 금강산이 물길과 닿아 있어 왜군이 물길로 이를 위험이 있다고 판단하고 하나를 유정에게 돌려보내어 다시 통도사에 봉안하게 하였고, 나머지 하나는 다른 문인인 지정(智正)과 법란(法蘭)에게 맡겨 보현사 내원암에 봉안하고 선조 33년(1600년) 석가세존금골사리탑을 세웠다. 이 일이 다 마치기 전에 휴정은 잠시 금강산 보덕사(報德寺)로 와서 선교대회(禪敎大會)를 열었고, 선조 35년(1602년) 겨울 10월 부종수교등계어대보제존자(扶宗樹敎登階魚帶普濟尊者)의 존호를 받았으며, 보현사의 사리탑이 낙성되고 선조 36년(1603년) 휴정은 다시 묘향산으로 돌아 이듬해 묘향산의 금강굴에서 입적하였다.

## 주요 전각

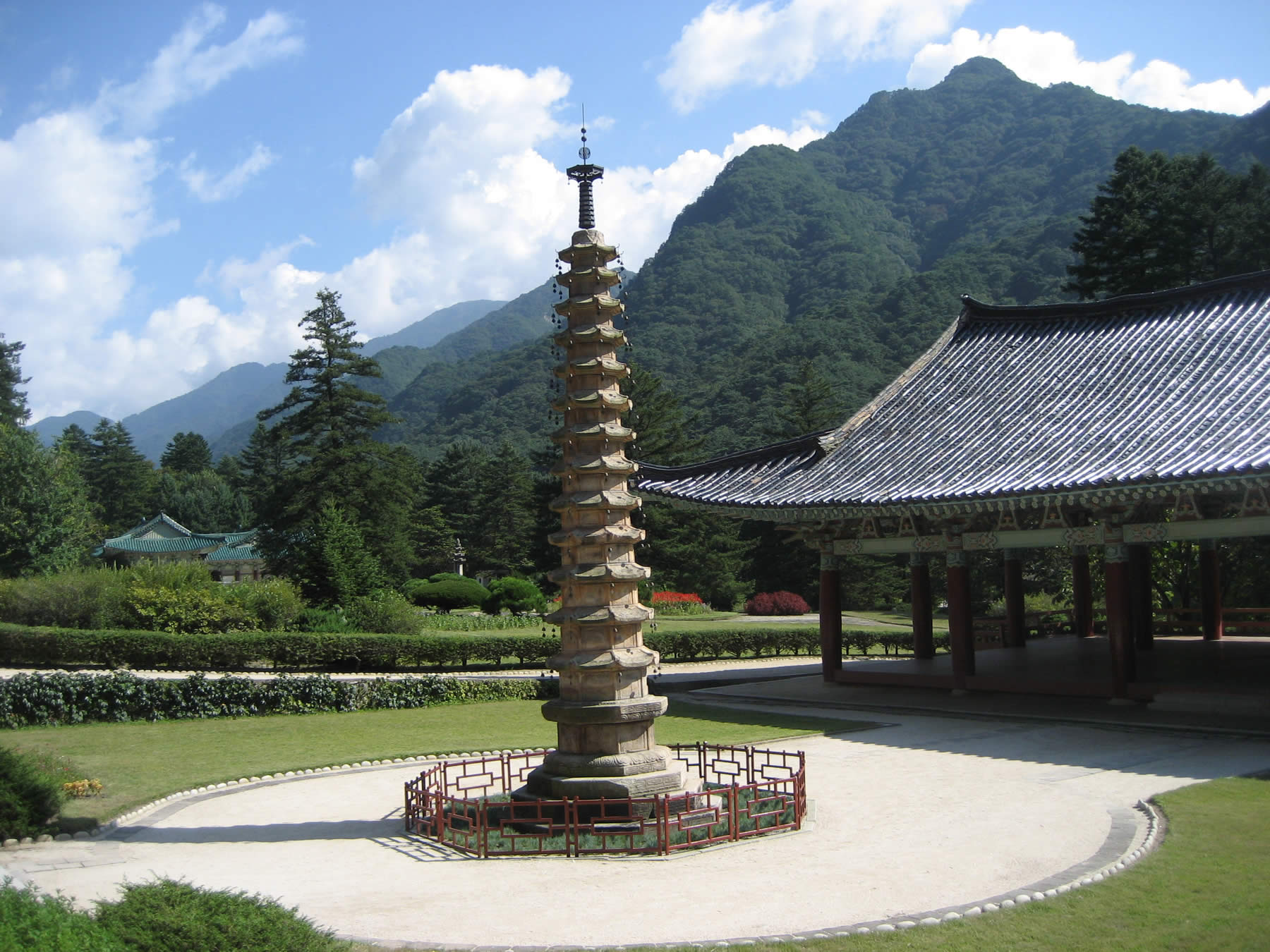
묘향산 보현사 팔각십삼층석탑

보현사의 부지는 주산인 봉우리를 등지고 서남쪽을 향해 놓여 있는데 전면에는 넓은 개울이 흐르고 개울 건너에는 안산에 해당되는 봉우리가 버티고 서 있다. 보현사의 진입방식은 여느 산사와 같이 남북 종축선상에 놓여진 조계문, 해탈문, 천왕문 등의 산문을 차례로 지나 들어가는 방식을 채택하고 있다. 산문들은 정확하게 종축선상에 배치되어 있지 않고 약간씩 틀어진 위치로 배치되어 시각적 변화를 유도하고 있다. 산문들을 잇는 축선상에는 만세루와 대웅전이 차례로 배치되어 있다.
보현사의 가람배치의 구성축을 살펴보면 남북축선상에 산문과 만세루, 대웅전 등 보현사의 주 건물 들을 배치하였으며, 이 축선과 직교하여 그 동쪽으로 관음전, 영산전, 수충사 등의 건물을 횡으로 배열하고 있다. 산문의 첫 번째 문에 해당되는 조계문을 들어서면 왼편에는 보현사비를 비롯한 많은 수의 석비가 가득히 세워져 있다.
일제강점기에 그려진 배치도와 사진을 참고해 보면 조계문, 해탈문, 천왕문의 삼문체제는 현존하는 배치와 일치하지만, 해탈문은 서쪽에는 진상전으로 보이는 건물과 함께 여러 채의 요사용 건물들이 별도의 영역을 이루고 있다. 현 대웅전 좌측에는 수월당, 우측에는 요사채인 심검당이 배치되어 있어 대웅전 일곽은 산사의 사동중정형 배치형태를 갖추고 있다. 그리고 대웅전 좌측에는 명부전과 응향각으로 보이는 두 건물이 대웅전을 바라보면서 배치되어 있다.
대웅전을 중심으로 하는 일곽과 구분하여 다른 하나의 영역이 우측에 병렬형식으로 배치되어 있다. 이 영역에는 관음전, 만수각 외에 정면 5칸 측면 2칸의 대장전과 그 동쪽에 정면 3칸,측면 2칸의 영산전이 병렬하여 있다. 영산전의 북쪽에는 모두 사방 단칸의 산신당, 칠성각, 보련대 등 3채의 건물이 놓여 있다. 대장전과 영산전의 전면 약간 동쪽에는 복잡한 지붕형태를 한 건물인 극락전이 있고, 극락전의 서쪽에는 서산, 뇌묵, 사명대사의 영전을 모신 조사전이 있다. 이 영역에서 동쪽으로 한참 떨어진 곳에 비각으로 보이는 건물 2동이 놓여 있다.
일제강점기에 크게 3개의 영역으로 구성되었던 보현사는 한국전쟁 시 건물들이 소멸되어 오늘날과 같이 축소된 모습으로 변화하였다. 즉 대웅전 전면의 수월당과 심검당은 찾아 볼 수 없으며 관음전과 영산전 사이에 있던 대장전도 사라졌다. 20세기 초에 존재하였으나 현재는 사라진 건물들은 진상전, 명월당, 대장전, 극락전, 명부전, 응향각, 조사전 등이다. 대웅전과 만세루는 최근에 다시 원래의 위치에 복원하였다.
영산전은 보현사에 속한 건물 중 하나이다.

## 같이 보기
- 보현사 영산전
- 묘향산 보현사 팔각십삼층탑
- 묘향산 보현사 구층탑
- 조선불교도련맹